# Orde van Verdienste van de Bahama's
De Orde van Verdienste van de Bahama's (Engels: "The Bahamas Order of Merit") heeft een enkele graad en wordt verleend voor goed burgerschap, ("good citizenship") en opvallende verdienste, "outstanding merit ". De Orde is voor bewoners van de Bahama's gereserveerd. Elizabeth II, koningin van het Gemenebest van de Bahama's stelde in 1996 deze Bahamaanse ridderorden in. 

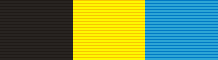
Het lint

Het kleinood is een zonvormig medaillon met het staatswapen van het Gemenebest van de Bahama's. Daaromheen staan zestien gouden stralen die op zilveren stralen rusten. Het wordt aan een zwart, geel en blauw lint om de hals gedragen. Benoemingen zijn zeldzaam. De dragers voeren de letters "B.O.M." achter hun naam.
Meer over de andere onderscheidingen zie Onderscheiding in het Verenigd Koninkrijk